# Madras (Präsidentschaft)

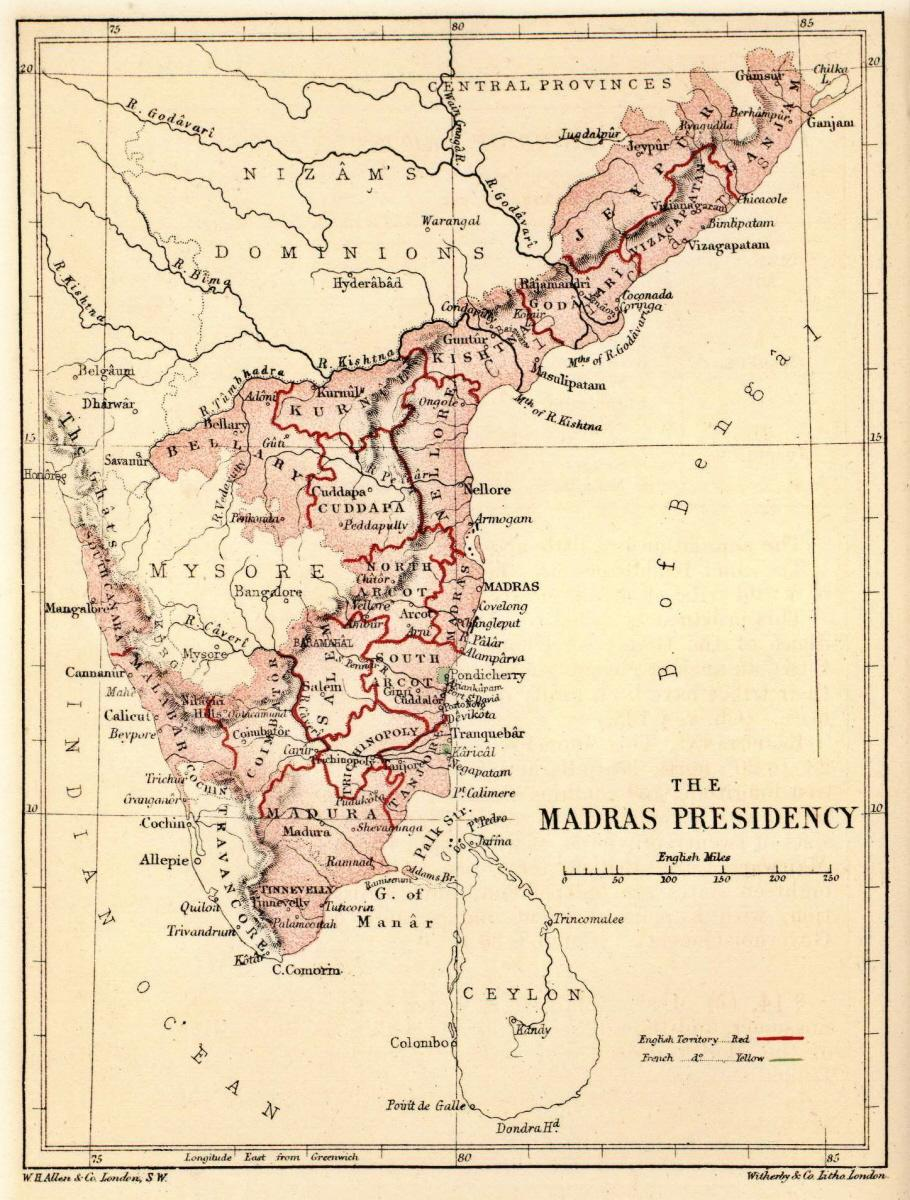
Karte der Präsidentschaft Madras (1880)

Die Präsidentschaft Madras (engl. Madras Presidency), offiziell Präsidentschaft Fort St. George (engl. Presidency of Fort St. George), auch Provinz Madras (engl. Madras Province), war eine Verwaltungseinheit Britisch-Indiens. Die Hauptstadt war das namensgebende Madras (heute Chennai). Die Präsidentschaft umfasste zum Zeitpunkt ihrer größten Ausdehnung weite Teile Südindiens. Im Wesentlichen umfasste sie den heutigen Bundesstaat Tamil Nadu, große Teile von Andhra Pradesh und den Nordteil Keralas.
Die Präsidentschaft Madras war neben der Präsidentschaft Bombay und der Präsidentschaft Bengalen eine von drei ursprünglichen Verwaltungseinheiten der Britischen Ostindien-Kompanie. Sie ging aus dem 1640 gegründeten Fort St. George in Madras hervor. Hatte die Britische Ostindien-Kompanie anfangs nur einzelne Stützpunkte an den Küsten unterhalten, erlangte sie als Folge der Karnatischen Kriege und den Mysore-Kriege in der zweiten Hälfte des 18. Jahrhunderts die Territorialgewalt über große Teile des Hinterlandes. 1858 wurde die Präsidentschaft Madras gemeinsam mit den anderen Besitzungen der Britischen Ostindien-Kompanie direkt der britischen Krone unterstellt. Nach der indischen Unabhängigkeit 1947 ging aus der Präsidentschaft Madras der Bundesstaat Madras hervor. 1953 wurde der Nordteil als Bundesstaat Andhra abgespalten. Der verbliebene Bundesstaat Madras wurde 1956 nach den Sprachgrenzen des Tamil neu gegliedert und 1969 in Tamil Nadu umbenannt.

## Geographie

### Lage und Ausdehnung

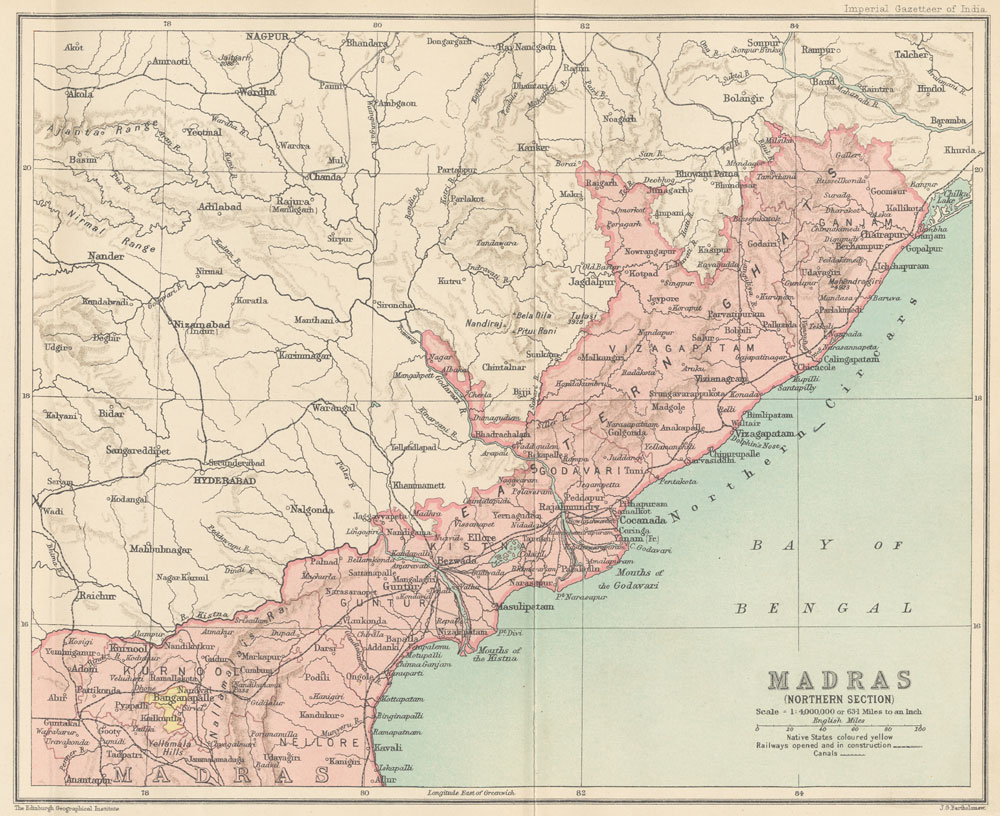
Karte der Präsidentschaft Madras, Nordteil (1909)

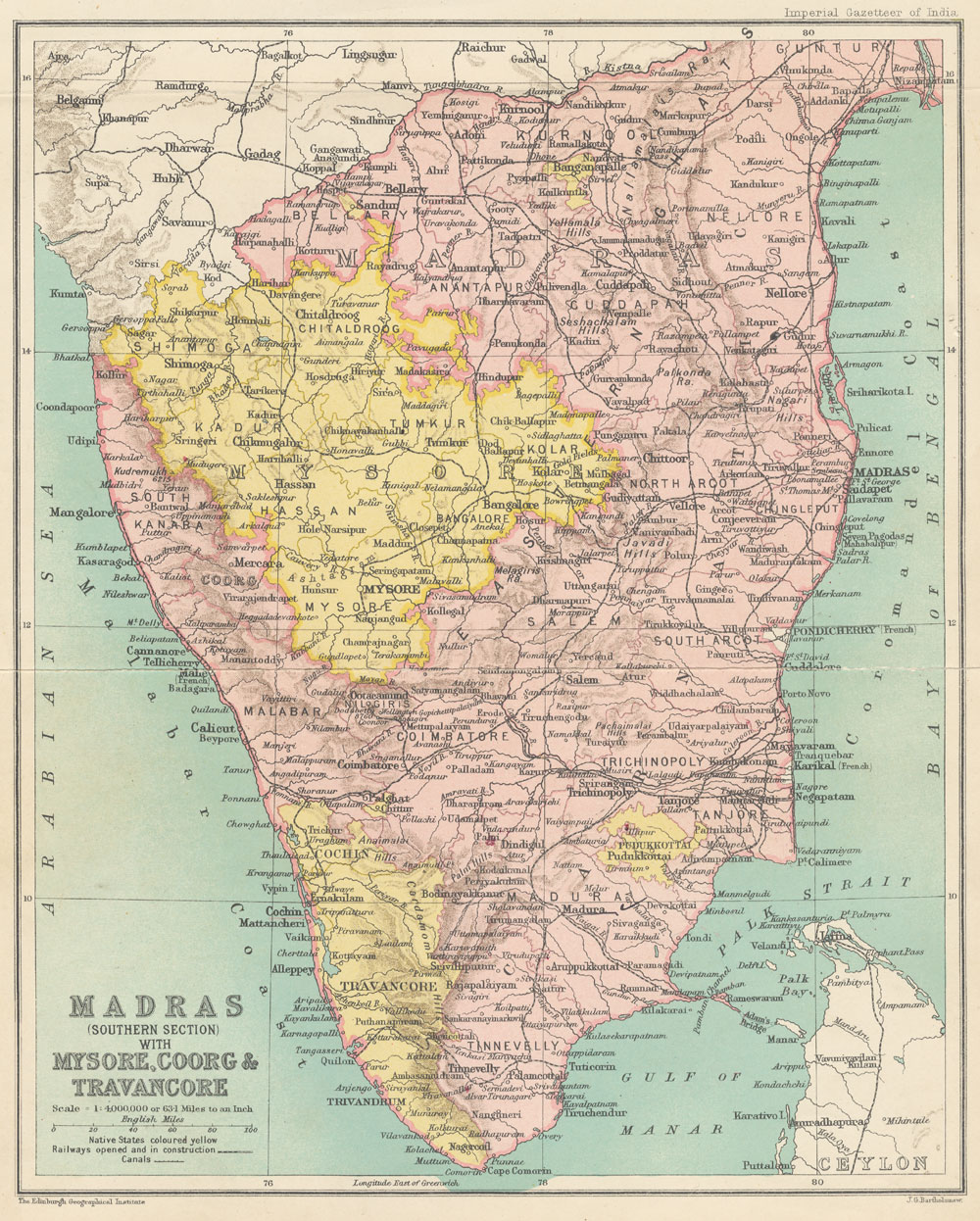
Karte der Präsidentschaft Madras, Südteil (1909)

Anfang des 19. Jahrhunderts hatte die Präsidentschaft Madras ihre größte Ausdehnung erreicht, die bis zum Ende der Kolonialherrschaft im Wesentlichen unverändert blieb. Ihre Fläche wird 1908 mit 367.014 Quadratkilometern angegeben. Damit war die Präsidentschaft Madras etwas größer als die heutige Bundesrepublik Deutschland. Zusammen mit den fünf kleineren Fürstenstaaten, die ihr politisch unterstanden, sowie dem Fürstenstaat Mysore und der Provinz Coorg, die fast völlig vom Gebiet der Präsidentschaft Madras umschlossen waren, umfasste sie den südlichen Teil der Indischen Halbinsel zwischen dem Arabischen Meer im Westen und dem Golf von Bengalen im Osten. Im Norden grenzte die Präsidentschaft Madras von Westen nach Osten an die Präsidentschaft Bombay, den Fürstenstaat Hyderabad, die Zentralprovinzen und die Präsidentschaft Bengalen, bzw. ab 1912 an die Provinz Orissa. Gänzlich vom Gebiet der Präsidentschaft Madras umschlossen wurden die Fürstenstaaten, die ihr unterstanden: Travancore und Cochin an der Südwestküste, Pudukkottai im südlichen Küstenhinterland sowie Sandur und Banganapalle im nördlichen Binnenland. Außerdem lagen vier der fünf Teilgebiete Französisch-Indiens (Pondicherry, Karaikal, Mahé und Yanam) als Enklaven an der Küste der Präsidentschaft Madras. Im Süden wurde die Präsidentschaft Madras durch eine schmale Meerenge von der britischen Kronkolonie Ceylon (heute Sri Lanka) getrennt.
Zur Präsidentschaft Madras gehörten fast das gesamte Gebiet des heutigen Bundesstaats Tamil Nadu (ohne die Distrikte Kanyakumari und Pudukkottai), der gesamte Bundesstaat Andhra Pradesh (ohne Telangana), der Nordteil Keralas (Region Malabar), kleinere Teile von Karnataka (Distrikte Bellary, Dakshina Kannada und Udupi) und Odisha (Distrikte Ganjam, Malkangiri, Koraput, Rayagada, Nabarangpur und Gajapati) sowie das Unionsterritorium Lakshadweep.

### Naturraum und Klima
Das Gebiet der Präsidentschaft Madras hatte Anteil an mehreren Naturräumen. Der größte Teil entfiel auf die breite Küstenebene an der Koromandelküste im Osten. Dahinter erheben sich die Ostghats, eine in mehrere Gebirgszüge aufgeteilte Bergkette, die Höhen von über 1600 Metern erreicht. In seinen zentral-westlichen Teilen hatte die Präsidentschaft Madras Anteil am Dekkan-Plateau, das sich jenseits der Ostghats erstreckt. Ferner gehörte zur Präsidentschaft Madras ein Abschnitt der Malabarküste im Westen. Im Gegensatz zur Ostküste ist der Küstenstreifen hier nur sehr schmal und wird unvermittelt von den steil aufragenden Westghats begrenzt. Hier finden sich mit über 2600 Metern die höchsten Erhebungen. Rund 200 Kilometer westlich der Malabarküste liegen im Arabischen Meer die Inselgruppen der Lakkadiven und Amindiven. Die drei größten Flüsse im Gebiet der Präsidentschaft Madras, der Godavari, der Krishna (Kistna) und der Kaveri (Cauvery), entspringen in den Westghats und fließen von dort in östlicher Richtung in den Golf von Bengalen. Ihre Deltas besitzen fruchtbare Böden und werden intensiv landwirtschaftlich genutzt. Während die Wälder im Flachland schon vor Beginn der britischen Kolonialzeit abgeholzt wurden, sind die Berge der Ost- und Westghats bis heute dicht bewaldet.
Das Klima unterscheidet sich in den verschiedenen Zonen, die zur Präsidentschaft Madras gehörten, beträchtlich. Durch die Lage in den Tropen schwanken die Temperaturen im Jahresmittel nur wenig, dagegen hängen sie stark von der Höhenlage ab. So liegen in Vijayawada im Tiefland die durchschnittlichen Tageshöchsttemperaturen zwischen 40 °C im heißesten Monat, dem Mai, und 30 °C im kältesten, dem Januar. Im Bergort Kodaikanal werden dagegen auch im Mai nur 21 °C erreicht, im November fallen die Temperaturen auf 16 °C. Die Niederschlagsverhältnisse werden, wie in ganz Indien, maßgeblich vom Monsun beeinflusst. An der Westküste regnet es während des Sommermonsuns zwischen Juni und September, während an der Ostküste der Wintermonsun von Oktober bis Dezember die Hauptregenzeit ist. Zwischen Januar und Mai ist es überall trocken. Die Westküste empfängt einen durchschnittlichen Jahresniederschlag von rund 3800 mm (Mangaluru). Entsprechend üppig ist hier die Vegetation. In den im Regenschatten der Westghats gelegenen Gebieten auf dem Dekkan-Plateau und in den südlichen Bereichen des östlichen Küstenhinterlandes herrschen dagegen bei deutlich geringeren Niederschlagsmengen (560 mm in Anantapur) halbwüstenähnliche Bedingungen vor.

## Geschichte

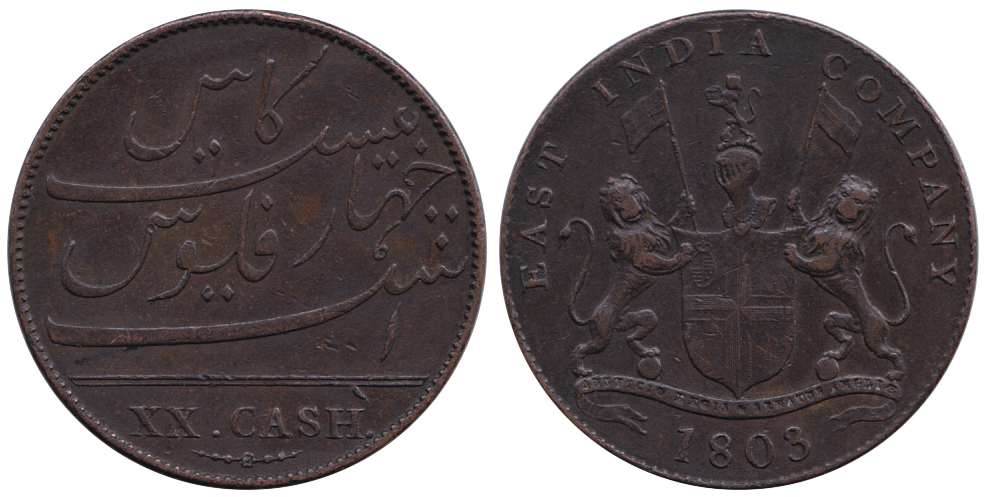
20-Käsch-Münze, geprägt von der Britischen Ostindien-Kompanie für Madras im Jahr 1803

Die erste britische Niederlassung im Stadtgebiet von Madras (Chennai) entstand 1639. Im Jahr darauf wurde mit dem Bau des Fort St. George begonnen. 1641 wurde der Platz das Hauptquartier der Kompanie an der Koromandelküste und 1653 als Präsidentschaft losgelöst von Bantam auf Java. 1763 trat der Nawab von Arcot das Umland an die Briten ab und 1766 der Nizam von Hyderabad die Northern Circars. Weitere Erwerbungen folgten im Zuge der Kriege gegen Mysore und die Marathen.
1785 trat an Stelle des Präsidenten ein Gouverneur, der dem General-Gouverneur in Calcutta (Kolkata) unterstand. 1858 ging die Hoheit über Indien an die britische Krone über. Madras bestand als Provinz bis zur Unabhängigkeit Indiens am 15. August 1947 (siehe Geschichte Indiens). Nach der Verfassung der Republik Indien vom 26. Januar 1950 war Madras ein Staat der Gruppe A mit einem vom Präsidenten ernannten Gouverneur und einer parlamentarischen Regierung. Der Staat hatte 1951 eine Fläche von 330.976 km² und 57 Millionen Einwohner.
Zwischen 1953 und 1956 wurden die Bundesstaaten Südindiens durch den States Reorganisation Act nach den Sprachgrenzen neuorganisiert: Am 1. Oktober 1953 wurde der telugusprachige Norden von Madras ein eigener Staat mit der Bezeichnung Andhra (Hauptstadt Kurnool). Dieser wurde am 1. November 1956 mit dem ebenfalls telugusprachigen Osten des Staates Hyderabad vereinigt und in Andhra Pradesh umbenannt (Hauptstadt Hyderabad). Zum selben Zeitpunkt kamen die kannadasprachigen Teile von Madras zum Bundesstaat Mysore (1973 in Karnataka umbenannt) und die malayalamsprachigen Gebiete zu Kerala. Der tamilischsprachige Südteil verblieb beim Bundesstaat Madras. Dieser heißt seit 1969 Tamil Nadu.

## Bevölkerung

### Sprachen
Die Präsidentschaft Madras war ein sprachlich inhomogenes Gebiet. In den verschiedenen Teilen der Präsidentschaft wurden jeweils unterschiedliche Sprachen gesprochen, die größtenteils zu der in Südindien verbreiteten dravidischen Sprachfamilie gehören. Die beiden größten Sprachen waren das Tamil. das im südlichen Teil der Ostküste gesprochen wurde, sowie das in deren Nordteil verbreitete Telugu. Während das tamilische Sprachgebiet Südindiens fast gänzlich in die Präsidentschaft Madras fiel, war das Telugu auch außerhalb von Madras in den angrenzenden Gebieten des Fürstenstaats Hyderabad verbreitet. Zusammengerechnet machten die Sprecher dieser beiden Sprachen mehr als drei Viertel der Bevölkerung der Präsidentschaft aus.
Daneben wurden an der Westküste im Distrikt Malabar Malayalam und in South Kanara hauptsächlich Tulu gesprochen. Im Distrikt Bellary war Kannada die größte Sprache, und im Distrikt Ganjam im äußersten Nordosten war Oriya-sprachig. Bis auf Tulu setzte sich das Verbreitungsgebiet dieser Sprachen jeweils über die Grenzen der Präsidentschaft Madras hinweg. Außerdem gab es verstreute sprachliche Minderheiten, etwa Sprecher des Hindustani (Urdu) unter Teilen der muslimischen Bevölkerung, Konkani-Sprecher entlang der Westküste und Sprecher verschiedener kleinerer Sprachen wie Khond, Savara, Gadaba, Koya und Gondi unter der Stammesbevölkerung.
| Sprache    | Personen   | Anteil |
| ---------- | ---------- | ------ |
| Tamil      | 15.182.957 | 39,7 % |
| Telugu     | 14.276.509 | 37,4 % |
| Malayalam  | 2.861.297  | 7,5 %  |
| Oriya      | 1.809.314  | 4,7 %  |
| Kannada    | 1.518.579  | 4,0 %  |
| Hindustani | 880.145    | 2,3 %  |
| Andere     | 1.680.635  | 4,4 %  |

### Religion

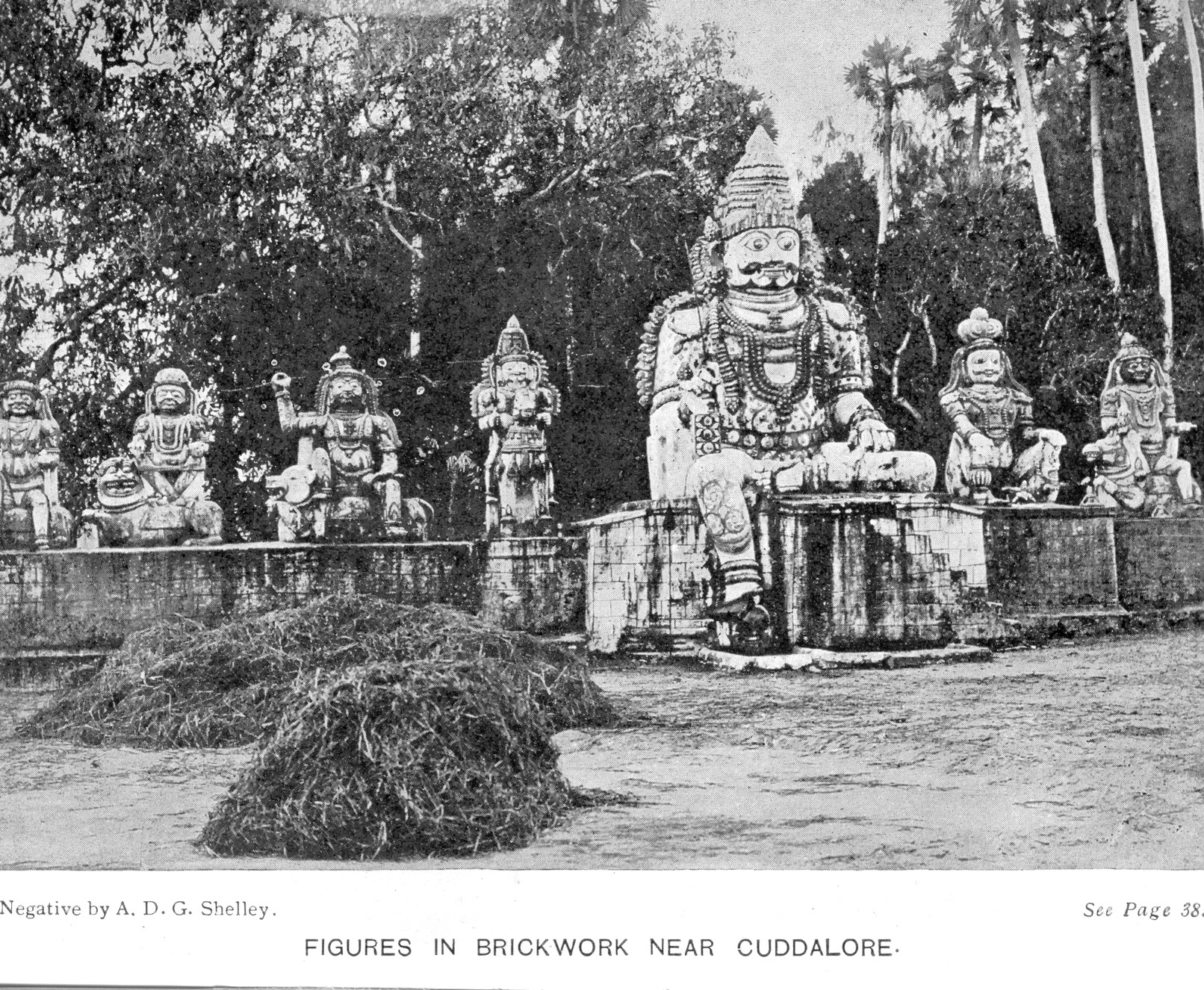
Dorfgottheiten bei Cuddalore (1913)

Die meisten Einwohner der Präsidentschaft Madras waren Hindus. Bei der Volkszählung 1901 machten sie 89 % der Bevölkerung aus. Die größte Minderheit waren die Muslime mit 6,5 %. Besonders hoch war der muslimische Bevölkerungsanteil an der Malabarküste und auf dem Dekkan. Christen machten 2,3 % der Bevölkerung aus. Als „Animisten“ wurden 1,7 % der Bevölkerung gezählt.
| Religion                | Personen   | Anteil |
| ----------------------- | ---------- | ------ |
| Hinduismus              | 34.048.091 | 89,4 % |
| Islam                   | 2.467.351  | 6,5 %  |
| Christentum             | 865.528    | 2,3 %  |
| Animistische Religionen | 641.730    | 1,7 %  |
| Andere                  | 43.473     | 0,1 %  |